# Мельница (группа)
«Ме́льница» — российская фолк-рок-группа из Москвы. Основана 15 октября 1999 года музыкантами распавшейся группы «Тиль Уленшпигель». Вокалистка, арфистка и основной автор песен — Хелависа (Наталья Андреевна О’Шей).

## История
Группа основана в 1999 году бывшими участниками группы «Тиль Уленшпигель», которая к тому времени распалась. На афишах первого концерта «Мельницы», состоявшегося 29 октября 1999 года, всё ещё значилось «Тиль Уленшпигель», за что Хелависа извинилась перед публикой. В дебютный альбом «Мельницы» под названием «Дорога сна» вошли несколько песен, аранжировщиком которых был Руслан Комляков, лидер «Тиля Уленшпигеля».
Популярной группа стала в 2005 году благодаря «Нашему радио» и хит-параду «Чартова дюжина». Поклонники «Мельницы» организовали флешмоб и вывели песню «Ночная кобыла» в лидеры хит-парада. С тех пор «Мельница» — постоянный участник плей-листа «Нашего радио», их песни часто побеждают в хит-парадах. В том же 2005 году в составе Мельницы произошли изменения. Большинство участников отделилось и образовало группу «Сильфы». Но в декабре пришли четыре новых участника, двое из которых играли также в группе NetSlov. Тогда же появилась вторая вокалистка, Алевтина Леонтьева, которая приняла участие в записи альбома «Зов крови» (2006). Алевтина покинула группу в 2007 году.
В 2009 году «Мельница» записала новый альбом «Дикие травы». В этом же году вышел сборник хитов «Мельница: Лучшие песни». Параллельно с работой в «Мельнице», Хелависа выступает сольно, долгое время распространялись любительские записи её концертов. Первый «официальный» сольный альбом, «Леопард в городе», вышел в 2009 году. В 2011 году у группы вышел сингл «Рождественские песни», куда вошли две новые песни — «Береги себя» и «Овечка». Сингл издавался ограниченным тиражом для посетителей рождественских концертов группы.
28 апреля 2012 года состоялся релиз пятой пластинки «Ангелофрения». В тот же день «Мельница» презентовала новый альбом в Москве, в клубе Arena Moscow. Также вышли DVD-запись концерта-презентации «Диких трав» и бокс-сет «Знак четырёх» — переиздание первых четырёх альбомов группы. В качестве бонуса в «Знак четырёх» вошли песни «Береги себя» и «Овечка», включённые в рождественский сингл 2011 года. В ноябре состоялись съёмки первого клипа группы и материала для второго клипа с концерта группы в Ижевске 25 ноября 2012 года.
11 января 2013 года вышел рождественский мини-альбом «Радость моя», включающий 5 песен. 26 сентября 2014 года вышел первый официальный концертный альбом группы «Мельница» «Ангелофрения Live», включающий в себя запись 16 песен с презентации альбома «Ангелофрения» в клубе Arena Moscow 28 апреля 2012 года. 25 октября 2014 года состоялся юбилейный концерт в Москве, посвящённый пятнадцатилетию группы, а также рождению дочери у виолончелиста Алексея Орлова.
9 октября 2015 года вышел альбом «Алхимия». 3 сентября 2016 года, в день рождения Хелависы, публике был представлен клип на песню «Прощай» с последнего альбома. 15 октября 2016 года состоялся выход нового альбома «Химера», концептуально связанного с предыдущим. В 2017 году переизданы два первых альбома группы, «Дорога сна» и «Перевал». Новое издание включает в себя буклеты с текстами песен и новыми иллюстрациями. 22 сентября 2019 года состоялся релиз юбилейного сборника группы «2.0 (Vintage Sessions)», вышедшего как на CD, так и на виниловой пластинке.
12 марта 2021 года вышел альбом «Манускрипт».
20 октября 2023 года группа выпустила новый альбом «Символ Солнца», а 31 октября, в Хэллоуин, клип на песню «Оберег» из нового альбома. Песня «Царевич» из альбома попала в хит-парад «НАШЕго Радио» «Чартова Дюжина» и продержалась в нём 43 недели, став самой долгоиграющей песней в истории хит-парада. По итогам 2024 года «Царевич» занял первое место в «Чартовой дюжине».
20 сентября 2024 года вышел альбом «Live 25», приуроченный к двадцатипятилетию группы и включающий в себя концертные версии 25 песен. 

## Участники группы

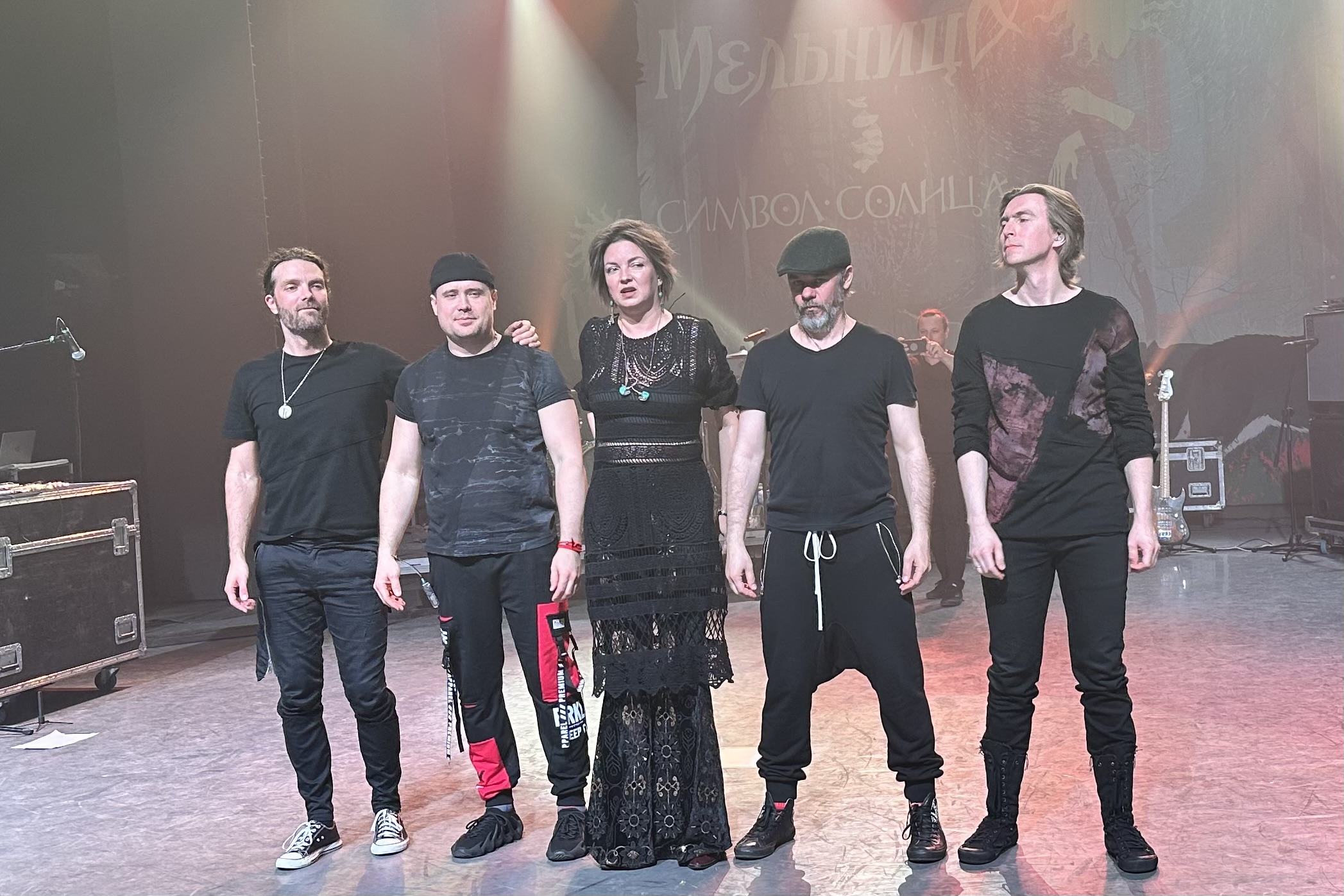
Дмитрий Фролов, Дмитрий Каргин, Хелависа, Алексей Кожанов, Сергей Вишняков

- Наталья О’Шей (Хелависа) — вокал, ирландская арфа, перкуссия, акустическая гитара, стихи, музыка, аранжировки, художественный руководитель коллектива.
- Алексей Кожанов (с декабря 2005 года) — бас-гитара, акустическая гитара, аранжировки.
- Дмитрий Фролов (с декабря 2005 года) — ударная установка, аранжировки.
- Сергей Вишняков (с февраля 2010 года) — электрогитара, акустическая гитара, соло, бэк-вокал, музыка, аранжировки, худрук коллектива.
- Дмитрий Каргин (с июня 2013 года) — флейта, мелодика, клавишные, аранжировки духовых.

### Сессионные участники
- Василиса Введенская — альт скрипичный. Лидер фолк-рок-группы «Вилы». Сессионный участник, май 2000.
- Сергей Седых — гитара, электрогитара. Лидер рок-группы «Северо-Восток», сессионный участник концертов 2009—2010, принял участие в записи альбома «Дикие травы» (2009).
- Ирина Сурина — вокал. Кантри-фолк-певица, бывшая участница группы «Кукуруза» (1991—2000). Приняла участие в записи альбома «Дикие травы».
- Елена Никитаева — вокал. Приняла участие в записи альбома «Дикие Травы» и его презентации в СК «Олимпийский» (2009 г.)
- Сергей Клевенский — духовые. Принял участие в записи альбома «Дикие травы».
- Макс Йорик — электроскрипка. Принял участие в записи альбома «Дикие травы» и его презентациях в СК «Олимпийский» (Москва) и ДС «Юбилейный» (СПб).
- Пётр Никулин — диджериду. Принял участие в записи альбома «Дикие травы».
- Николай Ооржак — горловое пение. Принял участие в записи альбома «Дикие травы».
- Оскар Чунтонов — орган Хаммонда. Клавишник группы Петра Налича, Татьяны Зыкиной. Принял участие в записи альбома «Дикие травы». Сессионный участник московских концертов группы с 2010 г.

### Бывшие участники
- Дэн Скурида — гитара, перкуссия, вокал. С основания группы до июля 2002 года. Участник группы «Ветер Воды».
- Мария Скурида — скрипка, бэк-вокал. С основания группы до июля 2002 года. Участница группы «Ветер Воды».
- Наталья Филатова — флейта. С основания группы до октября 2005 года. Участница группы «Сильфы».
- Александр Степанов (Грендель) — гитара, перкуссия, вокал, музыка, аранжировки. С образования «Мельницы» в октябре 1999 года по декабрь 1999 года и с января 2001 года по июнь 2007 года. Позже в фолк-группе «АнарримА».
- Дина Хацко — второй вокал, 1999 год.
- Александра Никитина — виолончель, 1999 год.
- Алексей Сапков (Чус) — с октября 1999 года по март 2010 года: гитара, вокал, перкуссия, музыка, стихи, аранжировки. С марта 2010 года по июнь 2017 года — директор коллектива.
- Алексей Даниленко — виолончель, 2000 год.
- Ольга Лопина — второй вокал, ноябрь-декабрь 2000 года.
- Дина Нигматуллина — виолончель. С 2000 до декабря 2003 года.
- Наталья Масевнина — скрипка. С сентября 2002 до сентября 2003 года.
- Роман Лютославский (Прощенко) — перкуссия, ударная установка. С сентября 2002 до июля 2004 года.
- Инесса Клубочкина (Бурлакова) — скрипка. С октября 2003 до октября 2005 года. Участница группы «Сильфы».
- Наталья Котлова (Хмелевская) — виолончель. С декабря 2003 до октября 2005 года. Бывшая участница групп «Сильфы» и «Магелланово Облако»
- Евгений Чесалов — бас-гитара. С апреля 2004 до октября 2005 года. Участник группы «Сильфы».
- Александр Леер — ударная установка, перкуссия. С июля 2004 до октября 2005 года. Бывший участник группы «Сильфы».
- Мария Цодокова (Шанти) — вокал, бэк-вокал. В ноябре 2004 года выступала с группой в качестве второй вокалистки.
- Ирина Ширяева — вокал, бэк-вокал. В январе-мае 2005 года выступала с группой в качестве второй вокалистки.
- Сергей Заславский — флейта, мелодика, жалейка, саксофон, аккордеон, варган, аранжировки. С декабря 2005 по май 2013 года.
- Алексей Орлов — электровиолончель, виолончель, мандолина, аранжировки. С декабря 2005 года по июнь 2017 года.
- Алевтина Леонтьева — вокал, бэк-вокал, стихи. С 27 мая 2006 года выступала с группой в качестве второй вокалистки. 24 ноября 2007 года покинула «Мельницу», ведёт собственные проекты.
- Алексей Тарасов (Альтар) — администратор группы с мая 2005 по ноябрь 2010 года.
- Алексей Аржанов (Доктор) — звукорежиссёр (покинул группу в октябре 2011 года).
- Макс Черепанов — мониторный звукорежиссёр (до октября 2011 года)
- Алексей Денисов — звукорежиссёр (с ноября 2011 года по июнь 2017 года).
- Алексей Переверзев — продюсер, звукорежиссер.

## Дискография
Студийные альбомы
- 2003 — «Дорога сна»
- 2005 — «Перевал»
- 2006 — «Зов крови»
- 2009 — «Дикие травы»
- 2012 — «Ангелофрения»
- 2015 — «Алхимия»
- 2016 — «Химера»
- 2021 — «Манускрипт»
- 2023 — «Символ солнца»

Концертные альбомы
- 2014 — «Ангелофрения Live»
- 2024 — «LIVE 25»

Мини-альбомы
- 2004 — «Master of the Mill»
- 2013 — «Радость моя»

Синглы
- 2011 — «Рождественские песни»
- 2017 — «Поверь»
- 2020 — «Рукописи» (в 2021 году включён в альбом «Манускрипт»)
- 2020 — «Тёмные земли» (в 2021 году включён в альбом «Манускрипт»)
- 2022 — «Кащей» (в 2023 году включён в альбом «Символ Солнца»)
- 2022 — «Сердце ястреба» (в 2023 году включён в альбом «Символ Солнца»)

Сборники
- 2002 — «Двери Тамерлана»
- 2007 — «The Best»
- 2019 — «2.0 (Vintage Sessions)»

Винил
- 2013 — «Дорога сна»
- 2017 — «Альхимейра»
- 2019 — «2.0»
- 2021 — «Манускрипт»

Клипы
В список не включены видео формата Lyric video и видео с концертными выступлениями.
- «Дороги»[12] (2012) — режиссёр Вадим Шатров
- «Баллада о борьбе»[13] (2014) — режиссёр Станислав Довжик
- «Контрабанда»[14] (2014) — режиссёр Вадим Шатров
- «Прощай»[15] (2016) — режиссёр Александр Карпов
- «Лики Войны: Джайна»[16] (2018) — анимационный ролик к игре «World of Warcraft: Battle for Azeroth»
- «Тёмные земли»[17] (2020) — официальный видеоклип по мотивам игры «World of Warcraft: Shadowlands»
- «Хамсин»[18] (2021)
- «Грифон»[19] (2021) — режиссёр Сергей Акрачков
- «Кащей»[20] (2022) — автор видео Николай Белов
- «Сердце ястреба»[21] (2022) — режиссёр Ксения Баскакова
- «Оберег»[22] (2023) — режиссёр Аглая Набатникова
- «Царевич»[23] (2024) — режиссёр Константин Суев

## Интервью
- Сергей Калинин. «Жизнь может не быть счастливой, но строго должна быть интересной» // ИА «ЯРКУБ» (апрель 2014)
- Сергей Калинин. «Новый альбом будет рыцарским романом, помноженным на космическую сагу» // ИА «ЯРКУБ» (декабрь 2014)
- Михаил Беляков. Эволюция «Мельницы», или «Алхимия» как любимый альбом коллектива // ИА «ЯРКУБ» (май 2016)